# Labortzer Bergland
Die Laborecká vrchovina (wörtlich: Labortzer Bergland) bezeichnet einen Höhenzug im Nordosten der Slowakei. Es stellt einen Teil der Niederen Beskiden innerhalb der Karpaten und besteht aus Flyschgestein. Sie grenzt an die Bukovské vrchy im Osten, Beskydské predhorie im Süden und Ondavská vrchovina im Westen und die polnische Grenze im Norden.
Die Höhenzüge erreichen in der Regel eine Höhe von 500–700 m n.m., im Osten auch bis zu 800 Metern. Die höchste Erhebung ist Vysoký grúň mit 905 Metern.
Entwässert wird das Bergland durch den namensgebenden Fluss Laborec, welcher mitten durch das Bergland fließt. Einige Teile im Westen gehören hingegen zum Einzugsgebiet der Ondava.
Im Gebiet des Berglandes lebt bis heute eine russinische Minderheit. Die einzige Stadt im Bergland ist Medzilaborce.